# Campionati del mondo di ciclismo su strada 1980 - Gara in linea maschile Professionisti
La gara in linea maschile Professionisti dei Campionati del mondo di ciclismo su strada 1980 si svolse il 31 agosto a Sallanches, in Francia, su un percorso di 260 km. Fu vinta in solitaria dal francese Bernard Hinault, con il tempo di 7h32'16", davanti all'italiano Gianbattista Baronchelli e allo spagnolo Juan Fernández Martín.
Considerato il mondiale per Professionisti più duro della storia, prevedeva 20 tornate su un tracciato di 13 km caratterizzato dalla Côte de Domancy, una salita di 2700 m di lunghezza e un dislivello di 221 metri, con una pendenza media dell'8% e massima del 14%. Solo 15 ciclisti, dei 107 partenti, completarono la prova.

## Squadre partecipanti
| N.    | Cod. | Squadra       |
| ----- | ---- | ------------- |
| 1-6   | AUS  | Australia     |
| 7-8   | AUT  | Austria       |
| 9-20  | BEL  | Belgio        |
| 21-23 | DEN  | Danimarca     |
| 24-35 | FRA  | Francia       |
| 36-41 | GER  | Germania      |
| 42-48 | GBR  | Gran Bretagna |
| 49    | IRL  | Irlanda       |
| 50-61 | ITA  | Italia        |

| N.      | Cod. | Squadra     |
| ------- | ---- | ----------- |
| 62      | JPN  | Giappone    |
| 63      | LUX  | Lussemburgo |
| 64-76   | NLD  | Paesi Bassi |
| 77-78   | NOR  | Norvegia    |
| 79-90   | ESP  | Spagna      |
| 91-93   | SWE  | Svezia      |
| 94-105  | SUI  | Svizzera    |
| 106-107 | USA  | Stati Uniti |

## Ordine d'arrivo
| Pos. | Corridore                | Squadra       | Tempo    |
| ---- | ------------------------ | ------------- | -------- |
| 1    | Bernard Hinault          | Francia       | 7h32'16" |
| 2    | Gianbattista Baronchelli | Italia        | a 1'01"  |
| 3    | Juan Fernández Martín    | Spagna        | a 4'25"  |
| 4    | Wladimiro Panizza        | Italia        | s.t.     |
| 5    | Jonathan Boyer           | Stati Uniti   | s.t.     |
| 6    | Bert Pronk               | Paesi Bassi   | s.t.     |
| 7    | Roger De Vlaeminck       | Belgio        | s.t.     |
| 8    | Jørgen Marcussen         | Danimarca     | s.t.     |
| 9    | Sven-Åke Nilsson         | Svezia        | s.t.     |
| 10   | Giovanni Battaglin       | Italia        | a 8'34"  |
| 11   | Robert Millar            | Gran Bretagna | s.t.     |
| 12   | Johan De Muynck          | Belgio        | s.t.     |
| 13   | Jostein Wilmann          | Norvegia      | s.t.     |
| 14   | Bruno Wolfer             | Svizzera      | s.t.     |
| 15   | Gottfried Schmutz        | Svizzera      | s.t.     |